# Luis Zwick
Luis Maria Zwick (* 24. Mai 1994 in Berlin) ist ein deutscher Fußballtorhüter, der beim Berliner AK 07 zurzeit unter Vertrag steht.

## Leben
Luis Zwick wuchs in Kleinmachnow auf und begann in Teltow im Alter von sieben Jahren beim Teltower FV 1913 mit dem Fußball. Bis zur Pubertät litt er an Anfällen der Rolando-Epilepsie, die inzwischen überwunden sind. Er spielte zunächst im linken Mittelfeld und wurde erst 2007 Torwart. 2009 wechselte er in die Jugendmannschaft von Hertha 03 Zehlendorf.

## Karriere
Zwick setzte seine Karriere in Zehlendorf in der Männermannschaft fort. Nach ergebnislosen Probetrainings bei Optik Rathenow und  dem Berliner AK 07 ließ sein Vater Videos anfertigen, die er an verschiedene Klubs verschickte. Aus Dundee kam die einzige Antwort und nach einem Probetraining wurde er 2014 im Reserveteam engagiert und hatte im Oktober 2014 sein erstes Spiel.
Nach dem Weggang des Stammtorhüters Radosław Cierzniak vor Saisonbeginn erhielt er die Chance, ab dem 2. August 2015 in der ersten Mannschaft von Dundee United zu spielen. Er debütierte für die Mannschaft am 1. Spieltag der neuen Saison gegen den FC Aberdeen. Sein Profivertrag lief von 2015 bis 2017. Zwick erhielt zusammen 13 Einsätze in der schottischen Premiership und vier im Challenge Cup, den er mit Dundee United im Jahr 2017 gewann.
Im Sommer 2017 wechselte Zwick zum F.C. Hansa Rostock. Da Hansa zu Beginn der Saison kurzfristig mit Janis Blaswich einen vierten Keeper verpflichtete, wurde Zwick im Anschluss für ein Jahr an Hertha BSC II ausgeliehen, um dort, in der Regionalliga, Spielpraxis zu sammeln. Nach drei Spielen und drei Niederlagen musste Zwick ab September verletzungsbedingt aussetzen. In der laufenden Saison wurde er noch weitere vier Mal eingesetzt, ehe seine vertragliche Leihe an die Berliner Hertha endete. Daraufhin wechselte er in die Regionalliga Nordost zu Optik Rathenow. Zur Saison 2019/20 steht er beim bayerischen Regionalligisten 1. FC Schweinfurt 05 unter Vertrag. In der Saison 2021/22 verpasste der 1. FC Schweinfurt – mit Kapitän Zwick – nur knapp den Aufstieg in die 3. Liga. Beide Spiele gegen den 1. TSV Havelse gingen mit 1:0 verloren. Zuvor hatte Zwick mit dem 1. FC Schweinfurt 05 die Regionalliga Bayern gewonnen.
Nachdem der Vertrag Zwick beim 1. FC Schweinfurt 05 ausgelaufen war, wechselte er zu Beginn der Saison 2022/23 zum Berliner AK 07. Dabei wurde er als Stammkeeper verpflichtet. Zwick ist beim BAK Teil des Mannschaftsrats.